# Timothy McVeigh
Timothy McVeigh (Lockport, New York, 23 april 1968 – Terre Haute, Indiana, 11 juni 2001) was een Amerikaanse terrorist die op 19 april 1995 een bomaanslag op een overheidsgebouw in Oklahoma City pleegde, waarbij 168 mensen om het leven kwamen.
Voor de aanslag had hij een auto gehuurd en die volgeladen met explosieven. Vervolgens plaatste hij deze wagen voor een gebouw van de federale overheid. Door de bomexplosie kwamen 168 mensen om het leven, onder wie 19 kinderen. Minuscule onderdelen van de auto leidden de politie naar het verhuurbedrijf dat de auto had verhuurd, en zo naar de vermoedelijke dader.
Hoewel president Bill Clinton al had aangegeven dat er niet per se over de landsgrenzen heen gekeken moest worden, was de verdachte tot grote verbazing en angst van veel Amerikanen geen radicale extremist uit het buitenland, maar een veteraan uit de Golfoorlog van 1990-1991 die behoorde tot een factie die ontevreden was over de manier waarop de VS werd geleid. Er werden al snel verbanden gelegd met de catastrofaal verlopen belegering van de Branch Davidians in Waco (Texas) door de FBI twee jaar eerder.
McVeigh werd negentig minuten na de bomaanslag staande gehouden voor rijden zonder kenteken. De dienstdoende sheriff herkende hem in eerste instantie niet als de aanslagpleger, dit werd later vastgesteld toen zijn naam opdook in de registratie van een hotelovernachting.
Timothy McVeigh kreeg voor deze aanslag de doodstraf. Deze werd op 11 juni 2001 voltrokken door middel van een dodelijke injectie. McVeigh nodigde de Californische dirigent David Woodard uit om pre-requiem mismuziek ten uitvoer te brengen aan de vooravond van zijn executie. Hij vroeg om een kapelaan. Hij vroeg ook om een liter munt-chocoladechipijs als zijn laatste maaltijd.